# Juan Ahuntchaín
Juan Antonio Ahuntchain Alles (Rosario, Colonia, 15 de enero de 1952) es un exfutbolista y entrenador uruguayo.

## Trayectoria
Como jugador de fútbol comenzó su carrera profesional en el Centro Atlético Fénix (año 1976), jugando luego en Monterrey (México), Vasco Da Gama (Brasil), Miramar Misiones, Liverpool Fútbol Club. Finalizó en 1987 en Defensor Sporting Club, año en que el equipo se consagró campeón del fútbol Uruguayo.
Después de su retiro como jugador profesional, dirigió la 3.ª división de Defensor Sporting, y en 1991 es nombrado entrenador del equipo de primera división, obteniendo nuevamente el Campeonato Uruguayo y la Liguilla Pre-Libertadores de América. En 1992 llega a octavos de final de la Copa Libertadores de América, siendo su equipo eliminado por Newell's Old Boys.
Entre 1996 y 1997 dirige a la Selección Uruguaya de Fútbol durante la disputa de las Eliminatorias Sudamericanas clasificatorias para el Campeonato Mundial de 1998 y Copa América 1997.
Posteriormente dirigió al Celaya Fútbol Club de México, y en su vuelta al Uruguay se desempeñó como coordinador de todas las formativas del Club Defensor Sporting hasta el año 2013.
El 21 de enero de 2013 fue presentado como nuevo Coordinador de Divisiones Formativas del Club Atlético Peñarol. En julio de 2015, y tras la renuncia de Víctor Púa, es nombrado Director de Fútbol de Peñarol, cargo que desempeña hasta diciembre de 2017, momento en que el club decide no renovar su contrato.
En febrero de 2019 fue contratado como Coordinador de Divisiones Formativas del club Boston River.